# Meurtres en Lorraine
Pour plus de détails, voir Fiche technique et Distribution.
Meurtres en Lorraine  est un téléfilm franco-belge réalisé par René Manzor en 2018 dans la collection Meurtres à.... 
Le téléfilm est une coproduction de Morgane Production, d'AT Production et de la RTBF (télévision belge).
Il est diffusé pour la première fois en Belgique le 10 janvier 2019 sur La Une, en Suisse le 9 mars 2019 sur RTS Un et en France le 16 mars 2019 sur France 3.
Il fait partie des 10 épisodes phares sélectionnés par la RTBF pour célébrer les 10 ans de la collection et diffusés pendant 6 mois sur Auvio.

## Synopsis
Le corps d'une femme est retrouvé dans la citadelle de Bitche. Le lieutenant Nicolas Muller est chargé de l'enquête. Il est secondé par une jeune stagiaire. L'enquête se révèle assez particulière pour le lieutenant : non seulement, il travaille dans sa région natale mais, en plus, elle le mène vers la cristallerie gérée par sa famille. Sa propre sœur et son propre père sont suspectés alors que d'autres meurtres sont perpétrés.

## Fiche technique
- Titre original : Meurtres en Lorraine
- Réalisation : René Manzor
- Scénario : Killian Arthur et Nicolas Jones-Gorlin
- Musique : Christophe La Pinta
- Photographie : Manuel Teran
- Sociétés de production : Morgane Production, AT Production, RTBF[1]
- Langue : Français
- Genre : Policier
- Durée : 90 minutes
- Dates de première diffusion télévision:
  -  Belgique 10 janvier 2019 sur La Une
  -  Suisse 9 mars 2019 sur RTS Un
  -  France 16 mars 2019 sur France 3

## Distribution
- Stéphane Bern : Nicolas Muller
- Lilly-Fleur Pointeaux : Lola Paoli
- Joffrey Platel : Patrick Joly
- Féodor Atkine : Hervé Muller
- Catherine Demaiffe : Florence Muller
- Francis Renaud : Jean-Paul Dubois
- Marie Matheron : Patricia Paoli
- Céline Jorrion : Camille Dubois
- Hervé Sogne : Pascal Dubois
- Manuel Gélin : Le Directeur du Centre Éducatif
- Yannig Samot : Marc Saint Léger

## Production

### Tournage
Le tournage a eu lieu du 29 juin au 25 juillet 2018 en Lorraine. Principalement à Bitche, mais aussi au Plan incliné de Saint-Louis-Arzviller en Moselle (département), à Nancy et Neuves-Maisons en Meurthe-et-Moselle. Les scènes de la cristallerie ont été tourné à Meisenthal, connu pour son artisanat verrier. 

### Casting
Le rôle principal est tenu par l'animateur Stéphane Bern qui était déjà apparu au cinéma, dans des téléfilms ou au théâtre mais qui interprète pour la première fois le premier rôle dans une fiction. Il a accepté à la seule condition que cela se passe en Lorraine. 

## Audience
- France : 4,78 millions de téléspectateurs (première diffusion) (23 % de part d'audience)